# The Good Road
Pour plus de détails, voir Fiche technique et Distribution.
The Good Road est un film dramatique indien, écrit et réalisé par Gyan Correa, sorti en 2013.

## Synopsis
Le film présente trois histoires croisées dont le point commun est le lieu : l'autoroute du titre.
Pappu (Shamji Dhana Kerasia) est un chauffeur de camions. Il entretient ses parents qui vivent au-delà de leurs moyens. Mais il a un plan : il va avoir un accident et il va « mourir », l'assurance sera alors suffisante pour couvrir leurs frais.
David (Ajay Gehi) et Kiran (Sonali Kulkarni) forment un couple de la classe moyenne, et ils partent en vacances avec leur fils Aditya (Keval Katrodia). Ils sont accidentellement séparés lors d'une pause à Dhaba, et ils ne se rendent compte de l'absence d'Aditya que plusieurs heures plus tard, à plusieurs centaines de kilomètres.
Poonam est une fillette de onze ans habitant en ville. Elle veut retrouver sa grand-mère qui habite dans un petit village au bout de l'autoroute.

## Fiche technique
Sauf indication contraire, les informations mentionnées dans cette section peuvent être confirmées par la base de données cinématographiques IMDb,  présente dans la section « Liens externes ».
- Titre : The Good Road
- Réalisation : Gyan Correa
- Scénario : Gyan Correa
- Casting : Nitin Rana
- Décors : Mrinal Das, Tariq Umar Khan
- Costumes : Lyn L. Andrade, Purvi Trivedi
- Son : Amrit Pritam Dutta, Resul Pookutty
- Photographie : Amitabha Singh
- Montage : Paresh Kamdar
- Musique : Rajat Dholakia
- Production : Nina Lath Gupta
- Sociétés de production : National Film Development Corporation of India, Spring Films
- Sociétés de distribution : Billy Goat Pictures, National Film Development Corporation of India, Netflix
- Budget de production : 25 000 000 ₹
- Pays d’origine :  Inde
- Langue : Gujarati, hindi
- Format : Couleurs - 1,78:1 / 1,85:1 - Dolby Digital - 16 mm
- Genre : Drame
- Durée : 92 minutes (1 h 32)
- Dates de sortie en salles :
  -  Inde : 19 juillet 2013

## Distribution
- Ajay Gehi : David Shroff
- Sonali Kulkarni : Kiran Shroff
- Shamji Dhana Kerasia : Pappu
- Priyank Upadhyay : Shaukat
- Keval Katrodia : Aditya
- Poonam Kesar Singh : Poonam
- Rinkle Karelia : Rinkle

## Autour du film

### Anecdotes
- Le film fut sélectionné pour représenter l'Inde à la cérémonie des Oscars en 2014 mais n'est pas été nommé pour l'Oscar du meilleur film en langue étrangère.

## Distinctions

### Récompenses
- Festival du film indien de Houston 2013 : prix du jury
- National Film Awards 2013 : meilleur film en gujarati

### Nominations
- Festival international du film de Palm Springs 2014